# Bahía de Sebastián Vizcaíno
La bahía de Sebastián Vizcaíno es una amplia bahía del océano Pacífico localizada en México, en la península de Baja California.
Con una línea costera de unos 480 km es una de las bahías más grandes del Pacífico en la costa oeste de América del Norte. Las riberas de la bahía pertenecen a los estados mexicanos de Baja California y Baja California Sur. En la parte norte está la isla de Cedros, la más grande de la bahía, donde hay muchos elefantes marinos.
La punta estrecha de Baja California está recorrida por las sierras de Yubay, Calmalli y Vizcaíno y es por ello una zona no muy poblada. En la zona los amantes de los animales tienen unos puntos accesibles en los que observan anualmente, en los meses de enero a marzo, el amor por el juego de las ballenas grises, que debido a la gestación de 13 meses, paran en la bahía para dar a luz. Partes de la bahía son un refugio para las ballenas y desde 1993 fueron declaradas Patrimonio de la Humanidad.

## Historia
La bahía de Sebastián Vizcaíno fue descubierta por vez primera por los occidentales en 1539 por el navegante español Francisco de Ulloa (fallecido en 1540), pero más tarde fue nombrada por su compatriota Sebastián Vizcaíno (1547-1627).